# Майерскоу, Джо
Джо́зеф Ма́йерскоу (англ. Joseph Myerscough; 8 августа 1893 — 29 июля 1975), более известный как Джо Майерскоу (англ. Joe Myerscough) — английский футболист, выступавший на позиции нападающего.

## Биография
Родился в Голгете, Ланкашир в 1893 году. Начал футбольную карьеру в клубе «Ланкастер Таун», регулярно забивая мячи в Комбинации Ланкашира. В мае 1920 года перешёл в «Манчестер Юнайтед». Дебютировал за основной состав «Юнайтед» 4 сентября 1920 года в матче Первого дивизиона против «Болтон Уондерерс». 4 декабря 1920 года забил свой первый гол за клуб, сделав «дубль» в матче против «Брэдфорд Парк Авеню» на «Олд Траффорд», в котором «Юнайтед» одержал победу со счётом 5:1. Через неделю в ответном матче против «Брэдфорд Парк Авеню» на выезде снова забил два мяча. Параллельно выступал за резервную команду клуба; в сезоне 1920/21 выиграл в составе «Юнайтед» Центральную лигу. 10 февраля 1923 года сделал свой третий и последний «дубль» в матче против «Ноттс Каунти». Выступал за «Манчестер Юнайтед» на протяжении трёх сезонов, сыграв в общей сложности 34 матча и забив 8 мячей.
В октябре 1923 года перешёл в клуб «Брэдфорд Парк Авеню» вместе с одноклубником по «Юнайтед» Кеном Макдоналдом. «Брэдфорд Парк Авеню» заплатил за обоих игроков в общей сложности 1500 фунтов. Джо выступал за свою новую команду до 1927 года, сыграв 131 матч и забив 49 мячей.
Умер 29 июля 1975 года.

## Статистика выступлений
| Клуб                | Сезон            | Лига | Лига | Кубок | Кубок | Итого | Итого |
| Клуб                | Сезон            | Игры | Голы | Игры  | Голы  | Игры  | Голы  |
| ------------------- | ---------------- | ---- | ---- | ----- | ----- | ----- | ----- |
| Манчестер Юнайтед   | 1920/21          | 13   | 5    | 0     | 0     | 13    | 5     |
| Манчестер Юнайтед   | 1921/22          | 7    | 0    | 0     | 0     | 7     | 0     |
| Манчестер Юнайтед   | 1922/23          | 13   | 3    | 1     | 0     | 14    | 3     |
| Манчестер Юнайтед   | Итого            | 33   | 8    | 1     | 0     | 34    | 8     |
| Брэдфорд Парк Авеню | 1923/24          | 31   | 10   | 1     | 0     | 20    | 4     |
| Брэдфорд Парк Авеню | 1924/25          | 35   | 12   | 5     | 2     | 40    | 14    |
| Брэдфорд Парк Авеню | 1925/26          | 36   | 17   | 4     | 0     | 40    | 17    |
| Брэдфорд Парк Авеню | 1926/27          | 18   | 8    | 1     | 0     | 19    | 8     |
| Брэдфорд Парк Авеню | Итого            | 120  | 47   | 11    | 2     | 131   | 49    |
| Всего за карьеру    | Всего за карьеру | 153  | 55   | 12    | 2     | 165   | 57    |